# Una vita difficile
Una vita difficile är en italiensk komedifilm från 1961 i regi av Dino Risi.

## Rollista i urval
- Alberto Sordi - Silvio Magnozzi
- Lea Massari - Elena Pavinato
- Franco Fabrizi - Franco Simonini
- Lina Volonghi - Amalia Pavinato
- Claudio Gora - kommendör Bracci
- Antonio Centa - Carlo
- Loredana Nusciak - Giovanna
- Daniele Vargas - markis Capperoni
- Mino Doro - Ragana